# 2016년 콩고 민주 공화국 시위
2016년 콩고 민주 공화국 반정부 시위는 2016년 12월 14일부터 12월 23일까지 발생한 일련의 반정부 시위의 명칭이다. 콩고 민주 공화국의 대통령인 조제프 카빌라가 임기 만료 이후에도 물러나지 않겠다는 뜻을 보임에 따라 전국에서 항의가 일어났다. 당국은 시위가 확대되자 소셜 미디어를 차단하는 것으로 응수했다. 콩고 민주 공화국은 1960년 독립 이후 한번도 평화적 정권 교체를 이루지 못했다.
12월 14일, 고마와 킨샤사 대학 주변에서 시작된 이 시위는 12월 20일 절정을 맞이했는데 당국의 무력 진압으로 킨샤사에서 19명, 보마에서 6명, 루붐바시에서 5명, 마타디에서 4명이 사망했다. 12월 21일에도 루붐바시에서 10명이 사망하는 등 전국에서 30명 이상이 사망했다.
12월 23일, 야권 그룹과 정부는 헌법을 개정하지 않고 카빌라가 2017년이 끝나기 전에 퇴임하는 것에 합의하는 협정에 동의했다.